# 두들린
두들린은 올인원 채용관리 솔루션 그리팅을 운영하는 기업이다. 그리팅은 웹 형태의 SaaS 솔루션으로 서비스 중이며, 2021년 1월 베타서비스 출시, 7월 정식 서비스를 출시하였다. 2023년 2월, 두들린은 누적 159억 원의 투자를 유치하였다.

## 주요 사업
두들린이 운영하는 그리팅은 지원자 통합 관리, 면접일정 자동 설정, 이메일 템플릿 지원, 채용사이트 제작 등의 기능을 지원하고 있다. 또한 채용관리 솔루션(ATS, Applicant Tracking Systems)에 집중하고 있는데, 채용관리 솔루션은 지원자 정보 수집, 평가, 면접 일정, 처우 협의, 지원자 관리, 데이터 관리 등 채용의 일련의 과정을 도와주는 소프트웨어를 말한다.

## 대표
두들린 이태규 대표는 대학생 시절인 2020년 3월, 소프트웨어를 만드는 게 재미있어서 졸업을 유예하고 지금의 회사를 창업했다고 밝혔다. 창업 초기에는 인공지능 기술을 이용해 면접이나 자기소개서 작성을 도와주는 서비스를 했으나, 현재는 채용 관리 플랫폼 그리팅에 집중하고 있다. 기업 인사 담당자들이 채용 과정에서 겪는 다양한 어려움을 풀어주기 위한 서비스를 개발했다. 포브스코리아 2030 파워리더 20인에 선정되었다.

## 수상
- 2021년 제10회 정주영 창업경진대회 대상[5]